# Carla Cocco
Carla Cocco (Carbonia, 9 settembre 1978) è una cantautrice italiana.

## Biografia
Secondogenita di un ex minatore e di una casalinga inizia a studiare organo elettronico e pianoforte all'età di 8 anni. La carriera musicale comincia all'età di circa 15 anni, quando intraprende anche lo studio del canto. Dal 1995 si esibisce in varie località della Sardegna con una band locale pop - soul interpretando, tra gli altri, brani del repertorio di Aretha Franklin.
All'età di diciotto anni si trasferisce a Roma, dove inizierà il suo percorso artistico. Nel 1997 supera il provino per il programma musicale Sarabanda condotto da Enrico Papi su Italia 1 e fino al 2001 fa parte del cast della trasmissione come membro del coro esibendosi nei primi anni come cantante solista e attrice di telepromozioni.
Nel novembre del 2001 si laurea con lode in Discipline del Servizio Sociale ad indirizzo formativo europeo (Ladissaife) presso l'Università degli Studi Roma Tre: diventa assistente sociale e si esibisce per beneficenza presso case-famiglia per minori e carceri minorili di Roma, nelle serate organizzate dall'associazione culturale Fonòpoli fondata da Renato Zero.
Nel 2003 vince nella sezione cantautori al Festival del Mare, manifestazione canora organizzata dal Movimento per la vita, con il brano Mamma.
Il primo album Carla Cocco, prodotto da Carlo Mietti per l'etichetta Creazioni Musicali viene pubblicato nel 2004. Il disco non ha avuto una distribuzione e conteneva 4 brani inediti tra i quali la già citata Mamma, Libro cuore (contenuta nell'album Gli otto comandamenti dei Fit Prod) e Dolce melodia, scritta con Ruido degli stessi Fit Prod.
Nel 2006 viene scelta da Stelvio Cipriani per interpretare alcune canzoni, da lui musicate e arrangiate, nell'ambito del concorso nazionale Prove d'autore, promosso dall'Associazione Culturale Viviarte, in collaborazione con l'Accademia Nazionale di Danza, con il Conservatorio Alfredo Casella dell'Aquila e con la Warner Chappell Musica Italiana.
Nel 2008 è uscito il secondo album di inediti, Una carezza, nessun valore, scritto in collaborazione con il compositore e produttore artistico del disco Ezio Natale. Il singolo Mamma viene scelto dall'Associazione Mondosole per sostenere la campagna di raccolta fondi benefica online Un pixel contro l'anoressia e la bulimia, creata da Fashion Times. Il disco venne scelto da Michael Pergolani e Renato Marengo per essere trasmesso all'interno del programma radiofonico di Radio1 Demo, l'Acchiappatalenti.
Il 30 ottobre 2012 viene presentato all'Auditorium Parco della Musica di Roma l'album Respiro, prodotto da Gianni Zangarelli Ciuffini per Globomultimedia, e distribuito il successivo 5 novembre in tutti i principali negozi di musica e di download digitale.
Il 22 giugno 2013 è di nuovo sul palco dell'Auditorium Parco della Musica insieme ad Ornella Vanoni, Tony Bungaro, Celso Fonseca, Selma Hernandes, Orso Maria Guerrini, Max de Tomassi, Eddy Palermo, Claudia Endrigo per rendere omaggio al poeta e compositore Vinícius de Moraes in occasione del centesimo anniversario dalla nascita. La serata, denominata Una notte per Vinicius, celebrava anche l'ottantesimo anniversario della nascita di Sergio Endrigo.
Il 12 luglio 2013 è ospite dell'ottava edizione del Premio Internazionale d'Angiò.
Il 15 settembre 2013 è ospite del Festival Brasil! organizzato dall'Ambasciata del Brasile a Roma in collaborazione con la Fondazione Musica per Roma e canta in duetto con Toquinho la canzone La voglia e la pazzia.
Il 31 ottobre 2015 rappresenta musicalmente l'Italia a Lusaka, in Zambia, per la "XV Settimana della Lingua Italiana nel mondo" per conto dell'Ambasciata italiana, interpretando i più grandi successi della musica melodica italiana.
Il 15 dicembre 2017 fa partire una campagna di crowdfunding su Musicraiser per raccogliere i fondi che serviranno alla costruzione della prima scuola di musica/studio di registrazione all'interno del compound di Bauleni in Zambia. La campagna si conclude con la raccolta di 5.787 euro che daranno vita alla struttura che Carla chiamerà Africa Sarda Studio, ad evidenziare la fusione delle due parti artistiche e umane: quella sarda e quella zambiana. 
Nel giugno 2018, in occasione della Festa della Repubblica, è ospite dell'Ambasciata Italiana e dell'Istituto di Cultura ad Addis Abeba e Gibuti, in Etiopia con il suo progetto Africa Sarda: presenta il disco "Africa Sarda & is Amigus" accompagnata dal musicista Fabio Guandalini e dalla band etiope Kayn Lab.
L'8 novembre 2018 presenta all'Auditorium Parco della Musica di Roma l'album Africa Sarda & is Amigus: il ricavato della vendita dei biglietti è destinato a sostenere l'acquisto di una cisterna per la depurazione dell'acqua per scongiurare il rischio colera a Bauleni.
Nel febbraio 2018 è di nuovo a Bauleni e, insieme al vicepresidente di Africa Sarda Andrea De Luca, ultima i lavori per la messa in opera di Africa Sarda Studio. La struttura viene inaugurata il 4 febbraio.
Il 29 maggio 2020 esce il singolo I can see clearly now registrato durante la quarantena al quale hanno preso parte oltre 50 musicisti da tutto il mondo tra i quali: Roberto Menescal, Dean Bowman, Ismaila Mbaye, Aidan Zamm, chiamati a raccolta dall’associazione no profit Africa Sarda che hanno deciso di combattere il mostro Covid-19 interpretando la canzone in un video musicale a distanza, a sostegno della NGO zambiana "In&Out of the ghetto" che opera da anni all'interno del ghetto e partner di Africa Sarda che nel ghetto di Bauleni ha tirato su uno studio di registrazione/scuola di musica per i ragazzi del posto. 
Il 6 giugno 2021, in occasione della Festa della Repubblica Italiana, chiude il "Festival Mia Cara 2021" con il concerto in streaming Carla Cocco presenta Mio Caro Brasile accompagnata dalla fisarmonica di Stefano Indino e dalla chitarra/lap steel guitar di Andrea De Luca.
Il 24 luglio 2021 riceve il premio "Voci tra le onde” per il talento canoro e per l'impegno nel sociale. La serata, ideata dalla famiglia di doppiatori De Angelis, è presentata da Francesco Pannofino con la partecipazione, tra gli altri, di Luca Ward e Giorgio Borghetti.
Il 23 agosto 2023 è sul palco con il percussionista Tony Esposito, voce principale del gruppo e della DLB. In quell'occasione presenta il progetto Africa Sarda
Il 3 settembre 2023 è ospite della XXI edizione del Premio Maria Carta per il talento e l'impegno sociale

## Collaborazioni
- 2000 - Fit Prod - Libro cuore nell'album Gli otto comandamenti
- 2011 - Miùcha, Heloisa Maria Buarque de Hollanda - The place Roma[7]

## Premi e riconoscimenti
- 2002 - Vincitrice Hit Festival di Saint-Vincent con la canzone Dolce Melodia
- 2004 - Vincitrice del Festival del Mare con la canzone Mamma
- 2010 - Vincitrice insieme ad Andrea Saponaro e Gabriele Valdes del Premio Mediastars XV Edizione. Miglior Jingle Sezione Televisione e Cinema
- 2021 - Premio Voci tra le onde per il talento canoro e per l'impegno nel sociale
- 2023 - Premio Stelle e Umanità (per il talento artistico e l'impegno sociale) - Festival Internazionale della Sardegna - Fondazione Mariele Ventre
- 2023 - Premio Maria Carta 21ª Edizione - per il talento artistico e l'impegno sociale

## Discografia

### Album
- 2004 - Carla Cocco
- 2008 - Una carezza, nessun valore
- 2012 - Respiro
- 2018 - Africa Sarda & is Amigus

### Singoli
- 2000 - Libro cuore contenuta nell'album Gli 8 comandamenti dei Fit Prod (Zero Cloni, 001)
- 2001 - Dolce melodia con Ruido dei Fit Prod
- 2002 - Mamma